# Serp i Mołot Charków
Serp i Mołot Charków (ukr. «Серп і Молот» Харків) – ukraiński klub piłkarski z siedzibą w mieście Charków, w północno-wschodniej części kraju, działający w latach 1923–1989.

## Historia
Chronologia nazw:
- 1923: Serp i Mołot Charków (ukr. «Серп і Молот» Харків, ros. «Серп и Молот» Харьков)
- 1937: Silmasz Charków (ukr. «Сільмаш» Харків, ros. «Сельмаш» Харьков)
- 1947: Serp i Mołot Charków (ukr. «Серп і Молот» Харків, ros. «Серп и Молот» Харьков)
- 1989: klub rozwiązano

Piłkarska drużyna Serp i Mołot została założona w Charkowie w 1923 roku, po tym jak nowy rząd radziecki decyzją Rady Komisarzy Ludowych RSFSR z 27 czerwca 1923 roku postanowił rozwiązać organizacje sportowe utworzone na mocy prawa Imperium Rosyjskiego. Klub M.Helfferich Sade, który powstał w 1911 i reprezentował miejscową fabrykę silników "Gelferich Sade", która istniała od 1875 roku w Charkowie i produkowała sprzęt rolniczy, został rozwiązany, a wszyscy piłkarze zasilili skład nowej drużyny. W 1918 fabrykę znacjonalizowano, a w 1922 przemianowano ją na "Sierp i Młot" (ros. Серп и молот), stąd pochodzi nowa nazwa klubu.
Jesienią 1936 zespół debiutował w Grupie B Mistrzostw ZSRR, w której zajął ostatnie 8 miejsce i spadł do Grupy W.
Od 1937 występował pod nazwą Silmasz lub Sielmasz (od rosyjskiego).
W 1938 po reformie systemu lig ZSRR okazał się w Grupie A.
W latach 1939 i 1940 ponownie występował w Grupie B.
Również w latach 1936–1939 zespół startował w rozgrywkach Pucharu ZSRR.
Po zakończeniu II wojny światowej klub w 1946 występował w Trzeciej Grupie , ukraińskiej strefie wschodniej, w której zajął 5 miejsce.
Jednak w następnym sezonie 1947 już nie przystąpił do rozgrywek na szczeblu profesjonalnym.
Później wrócił do nazwy Serp i Mołot i występował tylko w rozgrywkach lokalnych dopóki nie został rozwiązany.

## Sukcesy
- Klasa A ZSRR:
  - 15 miejsce (1): 1938
- Puchar ZSRR:
  - ćwierćfinalista (1): 1936
- Mistrzostwa Charkowa:
  - mistrz (1): 1931 (j)
  - wicemistrz (1): 1933 (w)
- Puchar obwodu charkowskiego:
  - finalista (1): 1962

## Inne
- Traktor Charków
- Metalist Charków